# Tulus Ayu
Tulus Ayu is een bestuurslaag in het regentschap Ogan Komering Ulu van de provincie Zuid-Sumatra, Indonesië. Tulus Ayu telt 3261 inwoners (volkstelling 2010).